# Dolní Cerekev
Městys Dolní Cerekev (dříve také Dolní Cerekvice, německy Unter Zerekwe, Nowenstift (1349), Neustifft (1385), Neustift), rozkládající se po obou stranách historické česko-moravské zemské hranice, se nachází v okrese Jihlava v Kraji Vysočina. Žije zde přibližně 1 200 obyvatel.

## Název
Název se vyvíjel od varianty Minus Czierequicz (1352), Czirkquicz (1358), Czyerkwicz minus (1367), Czirckwicz (1369), Nowenstift (1370), Newenstift (1373), Czierquicz Rinssonis (1376), Noua Czierkwicz Rynssonis (1379), magno Newstift (1384), Czirkwicz minus (1385), Czrqwicz, Newstift (1403), Czyerkow Rynsonis (1415), Niemeczka Czerekwicze (1558), Unter Czrekwe, Dolnj Czerekwe, Teuto Cerequicium, Deutsch Czerekwe (1790), Cerekvice dolní (1854) až k podobě Dolní Cerekev v roce 1886. Obec se původně nazývala Menší Cerekvice. Název je odvozen od staročeského cierkvicě neboli dřevěný chrám. Dříve se rovněž nazývala Neustift (nově obydlené území) či Německá Cerekev (podle německého obyvatelstva). Přívlastek dolní sloužil k odlišení od Horní Cerekve.

## Historie
Pověst o založení Dolní Cerekve biskupem Pelhřimem v roce 1224, vznikla poměrně nelogickou kombinací zpráv Stránského a Balbína zdejším farářem Theofilem Stehlíkem, někdy v letech 1736–1740. Zmíněné zprávy se ani netýkaly Dolní Cerekve, nýbrž Pelhřimova, Zpočátku se Cerekvi říkalo Německá Cerekev, kvůli německým osadníkům. V roce 1451 získal obec Václav Leskovec z Leskovce, člen významného jihočeského rodu. Právě za Leskovců zde byla vybudována tvrz (první zmínka z roku 1552), dvě brány k výběru mýta a právě v této době získala Cerekev také znak. Po Bílé hoře v roce 1623 získává Cerekev opět pražské arcibiskupství, kterému Cerekev patřila až do roku 1918. V roce 1768 vypukl v obci požár, který zničil velkou část obce. Dolní Cerekvi se v její historii nevyhýbaly ani epidemie. Např. v roce 1832 vypukla epidemie cholery, na kterou zemřelo přes 100 občanů. V polovině 18. století byla zřízena obecná škola a v roce 1825 byla postavena nová školní budova (dnes je zde obecní úřad).
V roce 1887 byl zahájen provoz na trati Jihlava – Veselí nad Lužnicí. Původně měla být v Cerekvi hlavní zastávka, která je dnes v Kostelci, ale kvůli odporu místních sedláků zde byla zřízena pouze osobní zastávka. Později (v roce 1915) k ní přibyla i zastávka nákladní a skladiště. Po první světové válce začala modernizace obce velmi rychle postupovat. V roce 1928 zahájilo promítání místní kino a od roku 1937 byla obec plně elektrifikována. Druhá světová válka se do dějin obce zapsala dvěma důležitými událostmi. Dne 21. února 1945 zaútočily americké stíhací letouny (pravděpodobně ze 14. stíhací skupiny 15. letecké armády) na nákladní vlak. Lokomotiva byla vyřazena z provozu a několik vagonů bylo poškozeno. Tři osoby přišly o život, čtyři byly zraněny. 9. dubna 1945 byl poblíž drážního domku zastřelen německou hlídkou ruský zajatec. Rudá armáda dorazila do obce 10. května 1945.
V roce 1960 solní bránu silně poškodil projíždějící tank, a tak musela být o rok později zbourána. (Druhá brána byla zbourána už v roce 1850.) V této době opět dochází k další modernizaci obce. Bylo postaveno zdravotnické středisko, kulturní dům, místní rozhlas atd. Od 1. dubna 1980 byla Dolní Cerekev společně s Novým Světem a Spělovem sloučena v jednu obec. Dne 10. října 2006 byl obci vrácen status městyse.

## Přírodní poměry
Dolní Cerekev leží v okrese Jihlava v Kraji Vysočina. Nachází se 12 jižně od Dušejova, 12 km jihozápadně od Jihlavy a 3,5 km od Kostelce, 1,5 km západně od Nového Světa, 9 km severovýchodně od Horní Cerekve, 2,5 km severně od Spělova, 6 km severovýchodně od Batelova a 4 km východně od Rohozné. Geomorfologicky je oblast součástí Česko-moravské subprovincie, konkrétně na rozmezí Křemešnické vrchoviny a Křižanovské vrchoviny a jejich podcelků Pacovská pahorkatina a Brtnická vrchovina, v jejíž rámci spadá pod geomorfologický okrsek Rohozenská kotlina, Čeřínecká vrchovina a Špičácké vrchoviny. Průměrná nadmořská výška činí 528 metrů. Nejvyšší bod, Na Vrších (595 m n. m.), leží v jižní části katastru. Západně od obce stojí Botlusy (591 m n. m.) a východně Díly (567 m n. m.). Východní hranici katastru tvoří řeka Jihlava, do níž se v obci vlévá Hornohuťský potok.

## Obyvatelstvo
Podle sčítání 1921 zde žilo v 195 domech 1183 obyvatel, z nichž bylo 613 žen. 1178 obyvatel se hlásilo k československé národnosti, 1 k židovské. Žilo zde 1174 římských katolíků a 6 příslušníků Církve československé husitské.
| Rok            | 1869  | 1880  | 1890  | 1900  | 1910  | 1921  | 1930  | 1950  | 1961  | 1970  | 1980 | 1991 | 2001  | 2011  | 2021  |
| -------------- | ----- | ----- | ----- | ----- | ----- | ----- | ----- | ----- | ----- | ----- | ---- | ---- | ----- | ----- | ----- |
| Počet obyvatel | 1 490 | 1 489 | 1 523 | 1 507 | 1 568 | 1 431 | 1 334 | 1 064 | 1 096 | 1 027 | 956  | 959  | 1 103 | 1 275 | 1 277 |

| Rok            | 1869  | 1880  | 1890  | 1900  | 1910  | 1921  | 1930  | 1950 | 1961 | 1970 | 1980 | 1991 | 2001 | 2011 |
| -------------- | ----- | ----- | ----- | ----- | ----- | ----- | ----- | ---- | ---- | ---- | ---- | ---- | ---- | ---- |
| Počet obyvatel | 1 242 | 1 262 | 1 280 | 1 251 | 1 315 | 1 183 | 1 097 | 895  | 879  | 789  | 733  | 742  | 862  | 955  |

## Správa a politika

### Místní části
Městys je rozdělen na tři místní části (Dolní Cerekev, Nový Svět a Spělov), které leží na dvou katastrálních území (pojmenované „Dolní Cerekev“ a „Spělov“, na němž se nachází i místní část Nový Svět) a je tři základní sídelní jednotky – Dolní Cerekev, Nový Svět a Spělov.

### Zastupitelstvo a starosta
Městys má jedenáctičlenné zastupitelstvo, v jehož čele stojí starosta ing. Zdeněk Dvořák.
| Období    | Voliči | Účast v % | Mandáty | Výsledky | Starosta                                                                             | Obecní rada | Složení zastupitelstva (abecedně) |
| --------- | ------ | --------- | ------- | --- | ------------------------------------------------------------------------------------ | --- | --- |
| 1986-1990 | 671    | 100       | 35      | | František Procházka - předseda Jan Veselý - místopředseda Vladislav Štefl - tajemník | Rada MNV: František Procházka, Jan Veselý, Ludmila Kratochvílová, Iva Policarová, František Sova, Jiří Picmon, Milan Chudý, Václav Kratochvíl, Vladislav Štefl | Poslanci MNV: Jana Angelisová, Břetislav Brada, Marie Buštová, Zdeněk Dvořák, František Dolejší, Jan Fexa, Milan Ficenc, Marie Ficencová, Marie Holcová, Jiří Houček, Ludmila Hradecká, Milan Chudý, Zdeněk Klubal, Ivan Koníř, Josef Koníř, Pavel Koníř, Hana Kovářová, Bohumír Hofbauer, Zdeněk Kratochvíl, Václav Kratochvíl, Ludmila Kratochvílová, Lubomír Mayer, Jiří Novák, Zdeněk Novák, Marie Pádivá, Jiří Picmon, Hana Pitnerová, Iva Policarová, František Procházka, Jiřina Rychtecká, František Sova, Marie Streisbierová, Vladislav Štefl, Jan Veselý, Václav Vondruška |
| 1990–1994 | 698    | 90,11     | 15      | 5 - Občanské fórum 4 - Československá strana zemědělská 3 - Komunistická strana Československa 3 - Sdružení nezávislých kandidátů | Jan Veselý - neuvolněný starosta (Bohumil Bušta - odborný referent)                  | Jan Veselý Zdeněk Jirsa Lubomír Mayer Jiří Houček | Bohumír Bláha, Václav Cimler, František Dolejší, Miloslav Hanzal, Jiří Houček, Zdeněk Jirsa, Ing. Jiří Kantor, Karel Koníř, Václav Kratochvíl, Zdeněk Kratochvíl, Lubomír Mayer, Otakar Procházka, František Sova, Jan Veselý, Jaroslav Zeman |
| 1994–1998 | 734    | 72,34     | 11      | 6 - Sdružení nezávislých kandidátů 2 3 - Sdružení nezávislých kandidátů 1 2 - Křesť.a dem.unie-Čs.str.lidová                      | Zdeněk Jirsa - uvolněný starosta                                                     | - | Angelisová Marie, PaeDr., Bušta Tomáš, Dolejší Pavel, Fexa Jan, Hanzal Miloslav, Houček Jiří, Jirsa Zdeněk, Klimeš Petr, Koníř Karel, Smrčka Jan Ing., Vláčil Jaroslav Ing. |
| 1998–2002 | 767    | 61,67     | 11      | 7 - Sdruž.nezáv.kand. 1 4 - Sdruž.nezáv.kand. 2                                                                                   | Zdeněk Jirsa (uvolněný)                                                              | - | Angelisová Marie PaedDr., Dvořák Zdeněk, Houček Jiří, Jirsa Zdeněk, Klimeš Petr, Policar Josef, Syrovátka Petr, Štefl Jaroslav Ing., Veselý Zdeněk Mgr., Vláčil Jaroslav Ing., Vondruška Vladimír |
| 2002–2006 | 886    | 40,18     | 11      | 11 - Sdružení nezávislých kandidátů                                                                                               | Zdeněk Jirsa (uvolněný)                                                              | - | Dvořák Zdeněk, Fexa Martin, Houček Jiří, Jirsa Zdeněk, Lepešková Petra, Mayer Lubomír, Musil Roman, Rodová Marie, Syrovátka Petr, Veselý Zdeněk Mgr., Vláčil Jaroslav Ing. |
| 2006–2010 | 950    | 58,42     | 11      | 9 - SNK Evropští demokraté 2 - Strana zelených                                                                                    | Zdeněk Jirsa (uvolněný)                                                              | - | Dvořák Zdeněk, Houček Jiří, Jirsa Zdeněk, Kantor Jan (* zemřel 06/2008), Klement Petr Ing., Kněžínková Hana, Koníř Karel, Lepešková Petra, Musil Roman, Plavec Jaroslav, Veselý Zdeněk Mgr., * Rodová Marie - náhradnice |
| 2010–2014 | 1005   | 65,97     | 11      | 9 - SNK Evropští demokraté 2 - PRO BEZP.A PŘÍV.MĚSTYS                                                                             | Zdeněk Jirsa (uvolněný)                                                              | - | Hromada Stanislav PaedDr. (* odstoupil 2010), Kolářová Monika Ing. (** odstoupila), Jirsa Zdeněk, Veselý Zdeněk Mgr., Rodová Marie, Musil Roman, Houček Jiří, Dvořák Zdeněk Ing., Lepešková Petra, Vláčil Jaroslav Ing., Navrátilová Eva Ing., * Sovová Eva MUDr. - náhradnice, ** Fučíková Ludmila - náhradnice |
| 2014–2018 | 1032   | 58,82     | 11      | 8 - SNK Evropští demokraté 3 - 2. Alternativa                                                                                     | Zdeněk Jirsa (uvolněný)                                                              | - | Dvořák Zdeněk Ing., Fučíková Ludmila, Houčková Alena, Jirsa Zdeněk, Musil Roman, Rodová Marie, Sovová Eva MUDr., Šindelářová Monika Ing., Štefl Jaroslav Ing., Veselý Zdeněk Mgr., Vláčil Jaroslav Ing. |
| 2018–2022 | 1032   | 67,05     | 11      | 6 - PRO CEREKEV 3 - SNK Evropští demokraté 2 - 2. ALTERNATIVA                                                                     | Ing. Zdeněk Dvořák (uvolněný)                                                        | Houčková Alena, DiS. (uvolněná místostarostka) | Dratnál Ľubomír, Dvořák Zdeněk Ing., Fučíková Ludmila, Houčková Alena, Jabůrková Lucie, Jirsa Zdeněk, Lepešková Petra, Prchal Pravomil JUDr. Ph.D., Procházka Jiří, Šindelářová Monika Ing., Štefl Jaroslav Ing. |
| 2022-2026 |        |           | 11      | 6 - Pro Cerekev muži 5 - Pro Cerekev ženy                                                                                         | Ing. Zdeněk Dvořák (uvolněný)                                                        | Houčková Alena, DiS. (uvolněná místostarostka) | Fexová Hana Ing., Fučíková Ludmila, Hromada Přemysl Bc., Kovář Petr MgA. Mgr. Ph.D., Lepešková Petra, Podhorský David, Prchal Pravomil JUDr. Ph.D., Procházka Jiří, Šindelářová Monika Ing. |

### Znak a vlajka
Právo užívat znak bylo městysi uděleno rozhodnutím Poslanecké sněmovny Parlamentu České republiky. Vlajka byla městysi udělena 16. července 2014.
Znak: V červeném štítě stříbrná kvádrovaná hradba rozdělená dvěma stříbrnými věžemi s cimbuřím na tři části, z nichž prostřední je vyšší a dole prolomena prázdnou branou s černou vytaženou mříží. Každá věž má tři černá okna, horní větší dělené čtvercové nad dvěma menšími, obdélnými pod sebou a černou valbovou střechu se dvěma zlatými makovicemi. Uprostřed nad hradbou kosmo vztyčený klíč šikmo přeložený vztyčenými vidlemi-podávkami, obojí stříbrné.
Vlajka: List tvoří dva vodorovné pruhy, červený a bílý, v poměru 7 : 3. V žerďové polovině červeného pruhu kosmo klíč zuby nahoru a k žerdi přeložený šikmo vidlemi-podávkami hroty nahoru, vše bílé. Bílý pruh má tři zuby ve druhé, čtvrté a šesté dvanáctině délky, sahající do tří pětin šířky listu. Poměr šířky k délce listu je 2 : 3.

## Hospodářství a doprava
V obci sídlí firmy SKADEX spol. s r.o., REXBA s.r.o., obchod MARKADA s.r.o., obchod Jednota, KLK, v.o.s., továrna na krmiva CEBERA s.r.o., AB Pneu s.r.o. a Dovel s.r.o., truhlářství Javůrek, chov a prodej kuřic, Líheň Studenec, s.r.o., pekařství, výroba nábytku Syrovátka s. r. o., Výroba skleněných výrobků technikou Tiffany, prodejny smíšeného zboží ZDEVA Dolní Cerekev a Flop, kadeřnictví, Restaurace U Mayerů, Hospůdka U Králíka, Country hospoda El Paso, Kavárna Manuel a pobočka České pošty. Služby poskytují rovněž pediatr a praktický lékař.
Obcí prochází silnice II. třídy č. 639, komunikace III. třídy č. 0394 a železniční trať č. 229 Havlíčkův Brod – Veselí nad Lužnicí. Dopravní obslužnost zajišťují dopravci ICOM transport, Radek Čech - Autobusová doprava a České dráhy. Autobusy jezdí ve směrech Kamenice nad Lipou, Počátky, Jihlava, Rohozná, Jihlávka, Batelov, Jindřichův Hradec a Telč a vlaky ve směrech Havlíčkův Brod a Veselí nad Lužnicí. Obcí prochází značené turistické trasy – žlutá ze Spělova na Čeřínek, modrá z Čeřínku do Cejle a zelená do Jezdovic.

## Školství, kultura a sport
Základní škola a mateřská škola Dolní Cerekev je příspěvková organizace zřizovaná městysem Dolní Cerekev. První zmínky o zdejším školství pochází z roku 1799, kdy v obci fungovaly dvě třídy. Základní škola měla v roce 2012/2013 kapacitu 200 dětí, mateřská pak 50 žáků. Do zdejší školy docházejí rovněž dětí ze Spělova, Kostelce a Dvorců, celkově ve školním roce 2012/2013 do zařízení chodilo 121 dětí.
Městys provozuje malé kino. Sídlí zde i knihovna. V roce 2012 bylo otevřeno Muzeum Dolní Cerekev jako součást sítě expozic regionu renesance. Nachází se zde výstava o čtyř místních hudebních skladatelích, místní historii a krajině a občanech Dolní Cerekve. Sídlí v rodném domě skladatele Karla Pádivého (čp. 36).
Ve víceúčelové sportovní hale lze provozovat házenou, volejbal (2 kurty), basketbal, tenis, florbal, malou kopanou. TJ Sokol Dolní Cerekev se věnuje házené a hraje Ligu Vysočiny. Sbor dobrovolných hasičů Dolní Cerekev byl založen v roce 1889, v roce 2010 měl 90 členů. Nachází se zde rovněž mateřské centrum, spolek zahrádkářů, klub seniorů založený v roce 2010 a spolek Roztoč kolektiv, který zde od roku 2014 pravidelně uvádí autorské divadelní hry a od roku 2015 každoročně hudební festival Z kopce.

## Pamětihodnosti
Dolní Cerekev zdobí řada kulturních památek České republiky:
- Kostel svaté Maří Magdalény – Písemnými prameny je kostel poprvé doložen v roce 1352.[37] Hřbitov u kostela byl zrušen roku 1500. V roce 1723 byl kostel téměř kompletně přestavěn. Od té doby několikrát vyhořel a prodělal množství oprav. Poslední větší oprava byla v roce 2000, kdy byly vyměněny trámy napadené dřevomorkou, interiér byl nově vymalován a byl zde umístěn také nový oltář. Nejstarší původní částí kostela je věž se čtyřmi patry, na které dříve byly hodiny.
- Sloup se sochou svatého Jana Nepomuckého – Tuto žulovou sochu vytvořil roku 1715 Ondřej (Andreas) Procházka. V současnosti stojí před Koloniálem u sv. Jána.
- Smírčí kámen u silnice do Batelova
- Fara – Fara je nejstarší poschoďový dům v Dolní Cerekvi. Na její fasádě se nacházejí sluneční hodiny z roku 1853.
- Domy čp. 74, 81 a 83 – Jde o další tři domy stojící v okolí náměstí, jež jsou kulturními památkami ČR.
- Expozice Městyse Dolní Cerekev v rodném domě Karla Pádivého, čp. 36.
- Solná brána z konce 17. stoletá stávala do roku 1961 na Z konci náměstí. Sloužila k vybírání cla ze soli dovážené do Čech ze Solné komory v Rakousku.

## Rodáci
- Karel Pádivý (1908–1965), skladatel
- Blahoslav Smíšovský, skladatel
- Jaroslav Kadlec (1911–2004), církevní historik

## Další fotografie

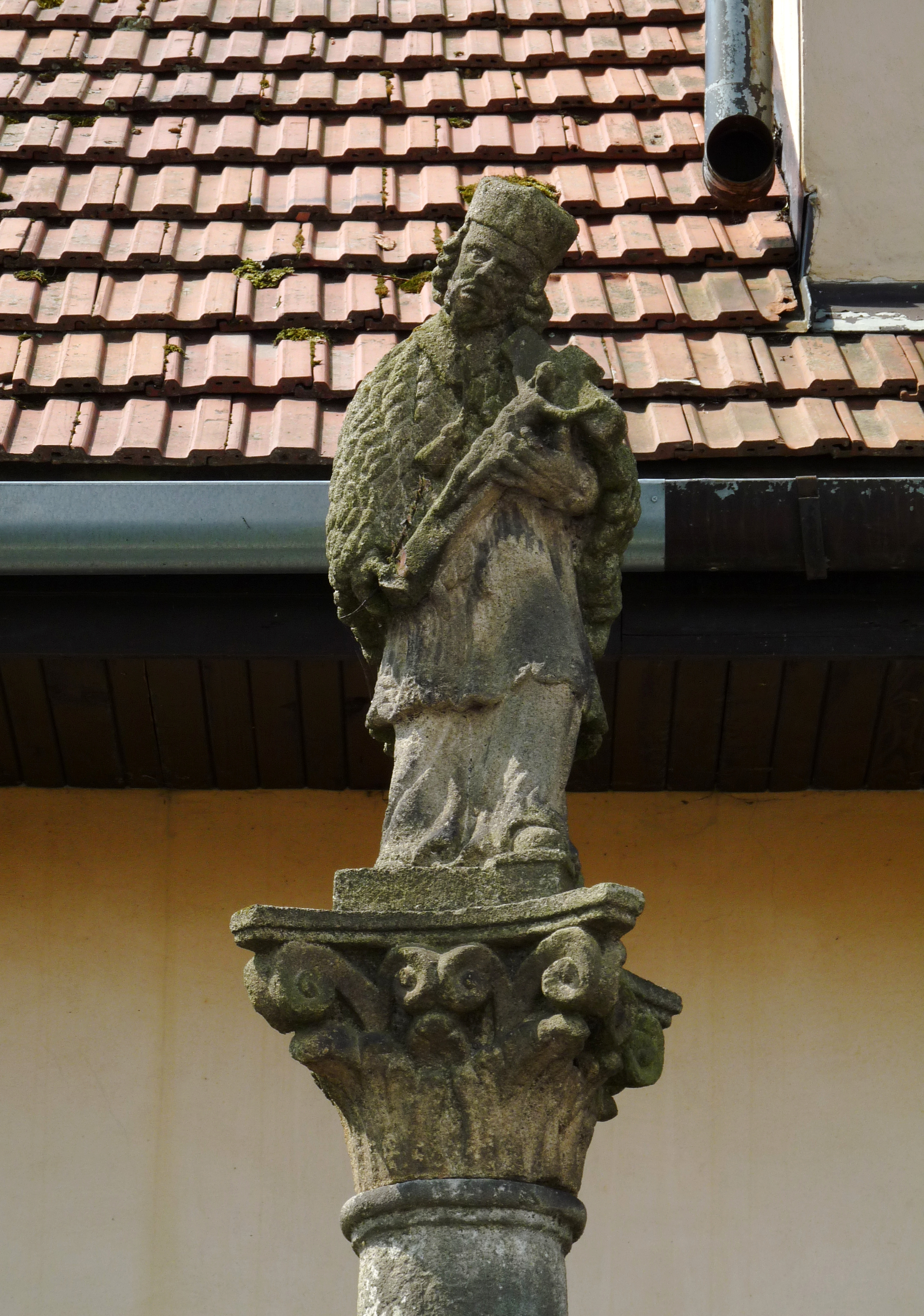
Socha sv. Jana Nepomuckého
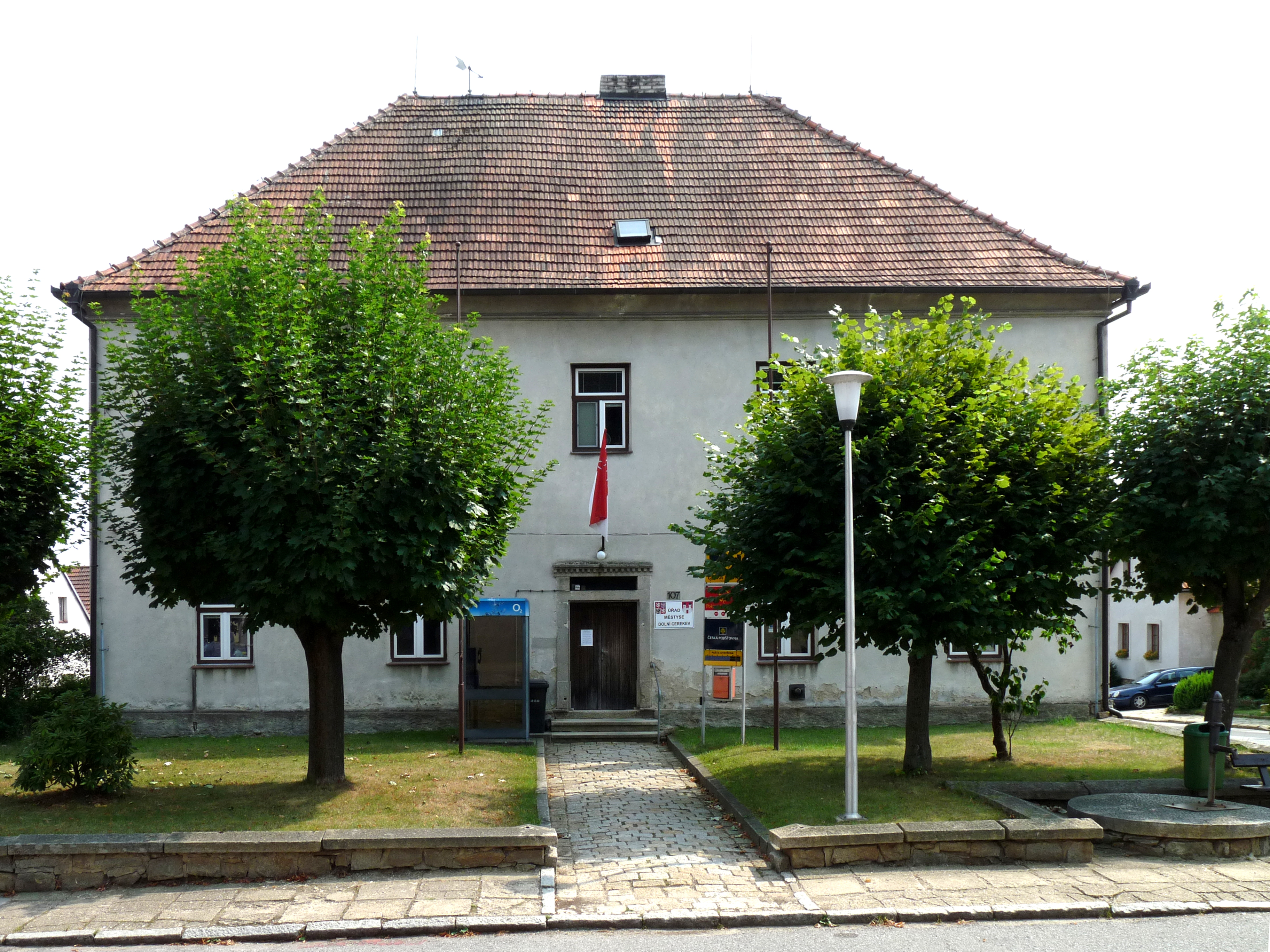
Úřad městyse
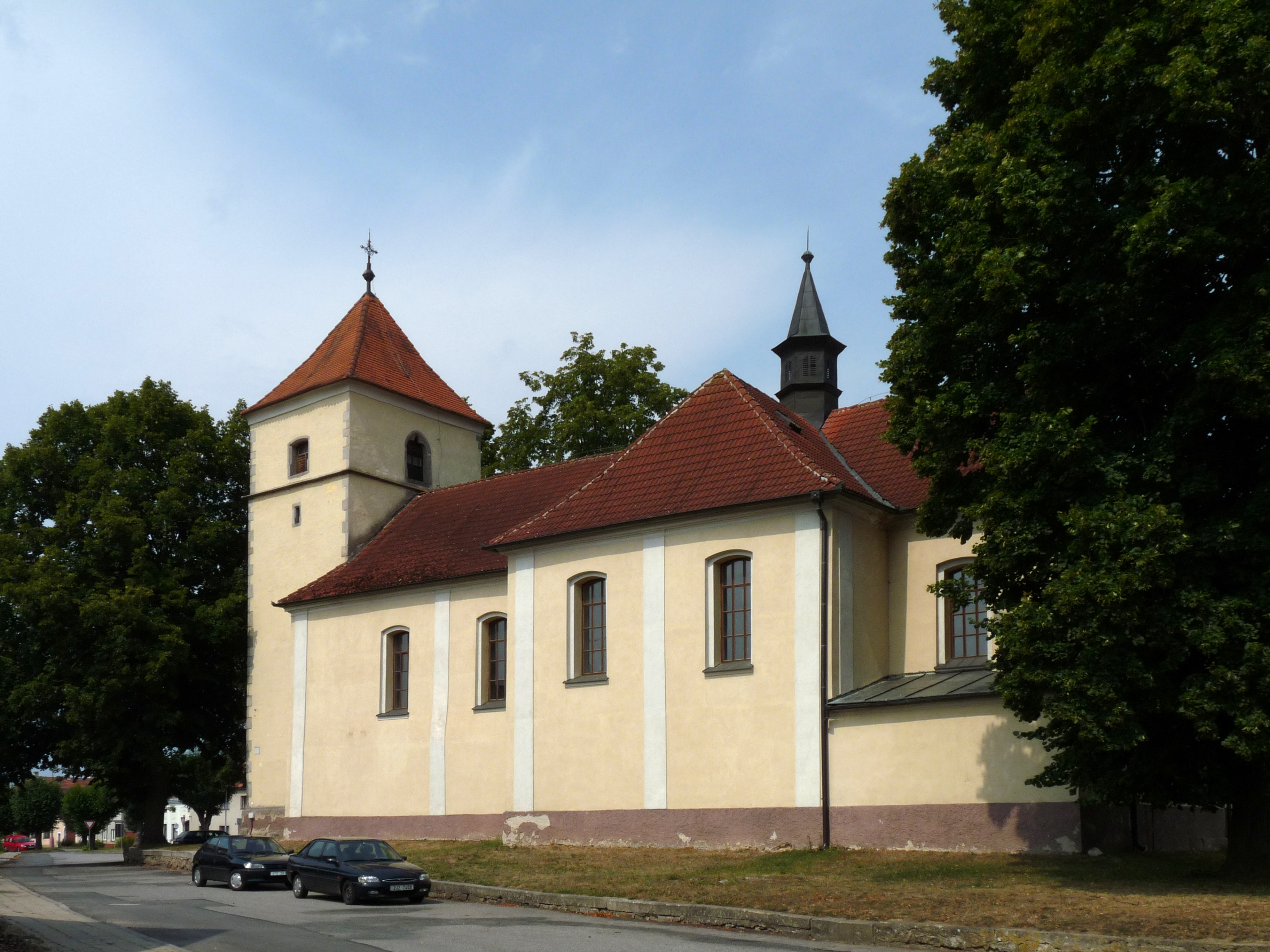
Kostel sv. Maří Magdalény
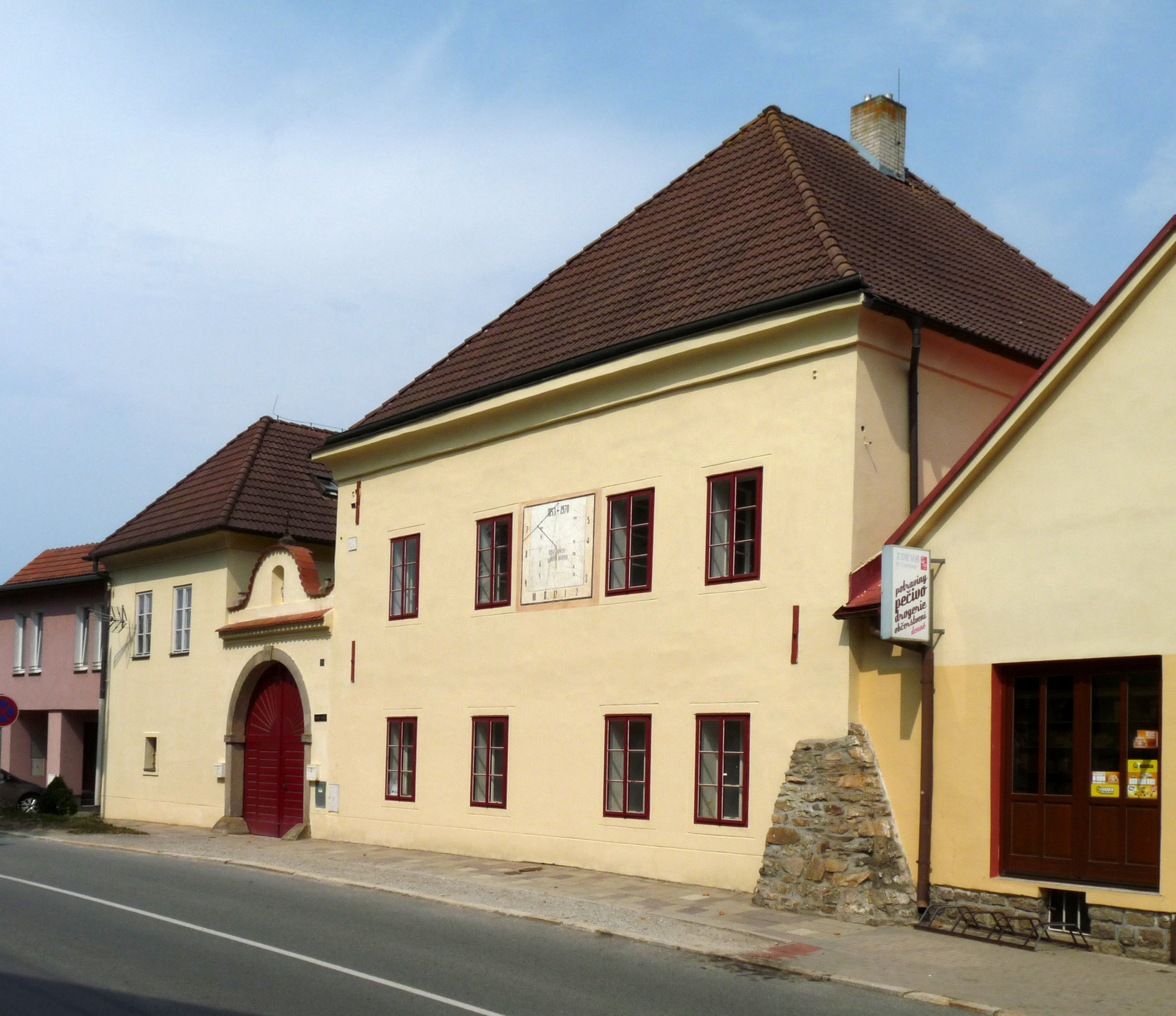
Fara čp. 78
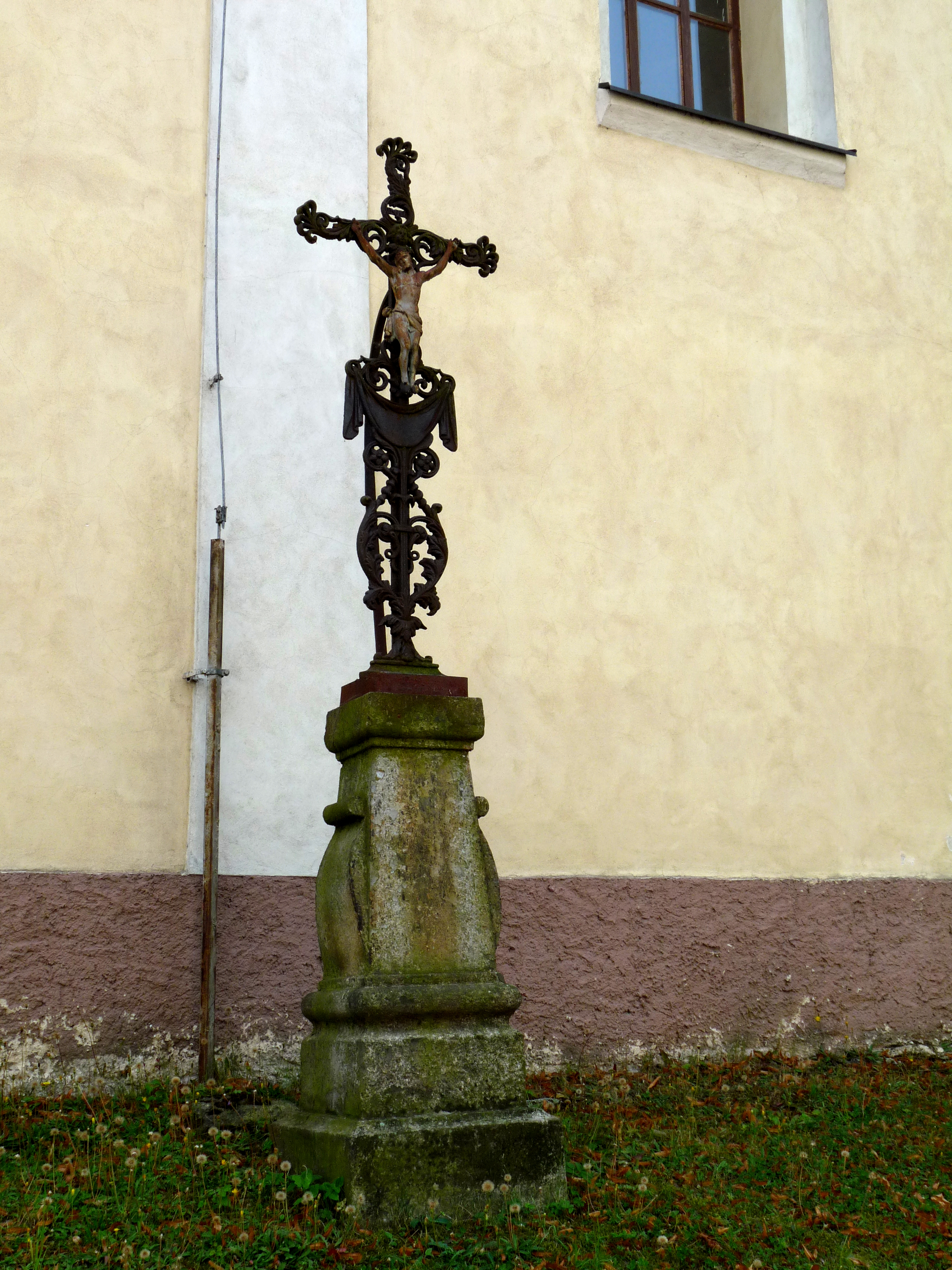
Křížek u kostela
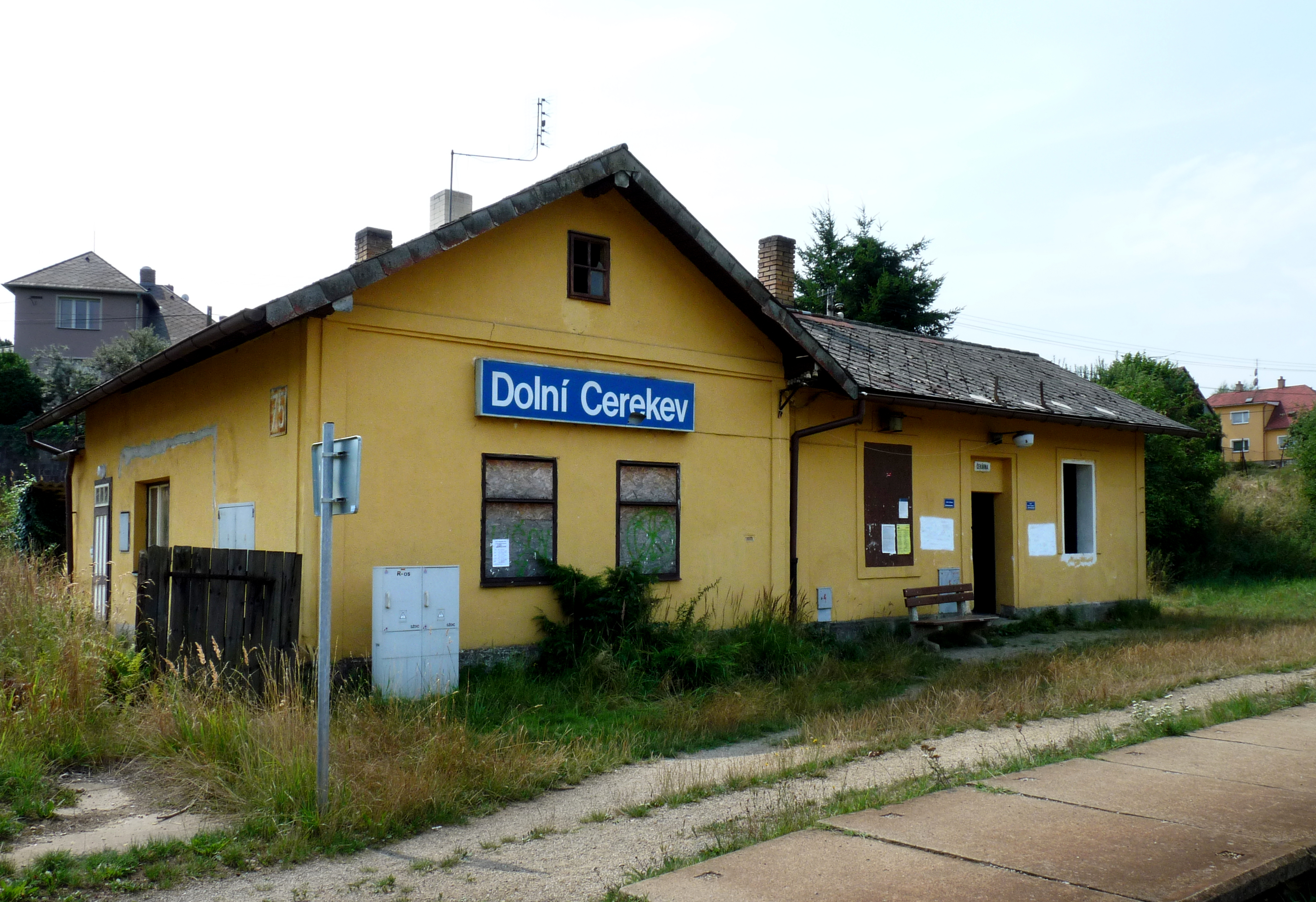
Vlaková zastávka